# 杰瑞米·史密斯
杰瑞米·史密斯（英語：Jeremy Smith；1989年4月13日—），归化中華人民共和國的美国男子冰球运动员。司职守门员。出生于美国密歇根州迪尔伯恩。

## 经历
2007年NHL选秀第二轮54顺位被纳什维尔掠夺者队选中。曾在NHL效力5个赛季，在AHL效力10个赛季。效力于北京昆仑鸿星冰球俱乐部。以无中国血统身份加入中華人民共和國国籍入选国家队，北京冬奥会上中国男子冰球队的首发门将。
自从在2009-10赛季转为职业球员后，史密斯在捕食者组织期间在AHL的密尔沃基海军上将队和ECHL的辛辛那提旋风队之间打球。2013年7月5日，史密斯以自由球员身份与哥伦布蓝夹克队签订了一份为期一年的合同。在参加蓝夹克训练营后，他被分配到AHL附属机构斯普林菲尔德猎鹰队。2014年7月2日，史密斯与波士顿棕熊队签订了一份为期一年的双向合同。史密斯在本赛季的大部分时间里被派往普罗维登斯棕熊队，与马尔科姆·苏班一起征召。
2015年7月1日，波士顿棕熊队与史密斯重新签下一份为期一年的双向合同。由于史密斯无法获得替补角色，并且棕熊队守门员过剩，2015年10月6日，2015-16赛季被租借到AHL附属俱乐部爱荷华州明尼苏达野队。2016年2月6日，Providence的Malcolm Subban被冰球打到喉咙后住院。由于这次受伤，苏班将缺席八周，史密斯被召回爱荷华野外，为普罗维登斯提供掩护。在Subban缺席的情况下，史密斯在普罗维登斯队表现出色，20场比赛13场胜利，2016年4月9日在紧急情况下首次被召回NHL。他被送回AHL后没有为棕熊队出场。

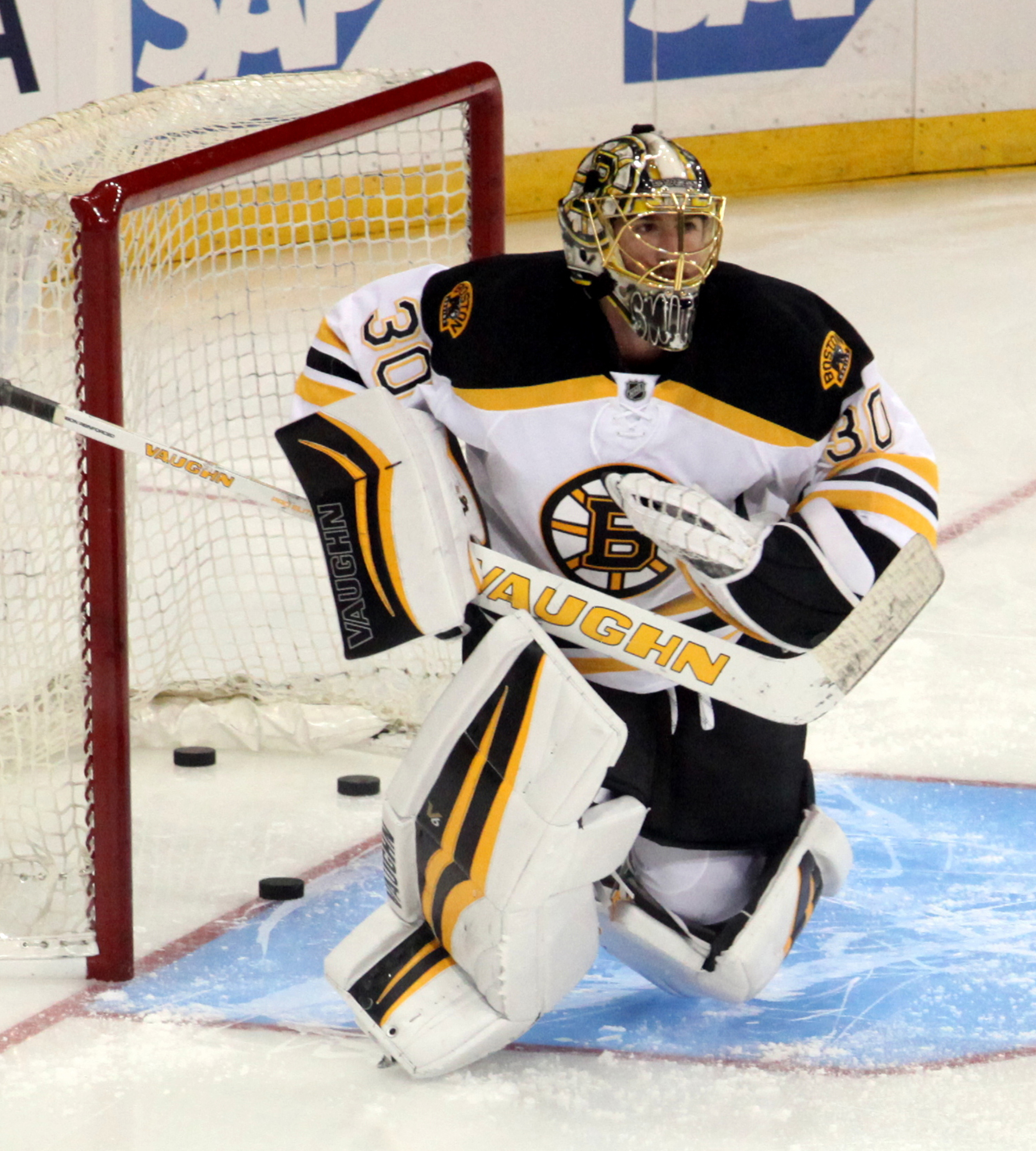
史密斯在2015年季前赛 波士顿棕熊队

赛季结束后，史密斯以自由球员的身份离开了棕熊队。2016年7月1日，他与科罗拉多雪崩队签订了一份为期一年的双向合同。史密斯在AHL开始了2016-17赛季，其附属球队是圣安东尼奥狂暴队。他在与Rampage的第三场比赛中受伤，错过了两个月的比赛，然后在2016 年12月17日以4-2战胜图森走鹃的比赛中重返Rampage取得了他的第一场胜利。12月27日，史密斯在首发守门员Semyon Varlamov受伤后被Avalanche召回并支持Calvin Pickard在他于2017年1月5日返回横冲直撞之前参加了五场比赛。由于Varlamov因伤赛季报销，史密斯于2017年2月9日第二次被召回。他在雪崩队首次亮相NHL，在2017年2月14日以3-2击败新泽西魔鬼队的比赛中做出37次扑救。在他与雪崩队的第三次首发中，他获得了他的第一场NHL胜利，在2017年2月25日球队以5-3战胜布法罗队的比赛中进行了34次扑救。
作为休赛期的自由球员，史密斯于2017年7月1日离开雪崩队与卡罗莱纳飓风队签订了一份为期一年的双向合同。在接下来的2017-18赛季，史密斯无法复制他的NHL经验，在活动期间分配给AHL 附属机构夏洛特跳棋。在30场比赛中，史密斯取得了13场胜利，场均失球数为2.71。
与飓风队的合同到期后，史密斯成为自由球员，并同意于2018年7月9日与布里奇波特湾老虎队签订为期一年的AHL合同。在接下来的2018-19赛季，2019年2月24日与纽约岛人队签下一份双向合同之前，他在32场比赛中为Sound Tigers赢得了16场胜利。
2019年6月10日，史密斯作为即将成为自由球员的球员，在国外签下了他的第一份合同，同意与KHL的中国队昆仑红星签订一份为期两年的合同。
由于在中国的经历，史密斯被征召代表中国国家男子冰球队参加2022年冬季奥运会。据一些消息来源称，他成为中国公民是为了有资格代表国家参加奥运会。史密斯的队友杰克切里奥斯证实他保留了美国国籍，但否认回答他是否归化为中国公民。虽然奥林匹克宪章规定任何参加奥运会的运动员必须是参加该比赛的国家/地区奥委会所在国家的国民，但国际奥委会执行委员会有权做出“一般或个人性质”的某些例外情况，尽管它不清楚是否是这种情况。
比赛期间，国际奥委会使用史密斯名字的中文拼音进行解说和统计记录。